# Platte zwartschild
De platte zwartschild (Pterostichus macer) is een keversoort uit de familie van de loopkevers (Carabidae). De wetenschappelijke naam van de soort werd in 1802 gepubliceerd door Thomas Marsham.